# 莱奥·德利布
克萊芒·菲利貝爾·萊奥·德利伯（法語：Clément Philibert Léo Delibes，1836年2月21日—1891年1月16日），法國作曲家，管風琴家。
德利布出生於拉弗莱什，父親是一個郵差，在他年幼時已過世；母親則是業餘的音樂演奏家，而祖父亦曾當過歌劇歌手，因此德利布自少便從家人中接觸音樂。1847年他考入巴黎音樂學院，阿道夫·亞當學習作曲，當時也學習聲樂和鍵盤。畢業後先後在國家歌劇院（Théâtre Lyrique）、巴黎歌劇院（Paris Opéra）、聖皮埃爾德沙約教堂（Saint-Pierre-de-Chaillot）等擔任合唱指揮、伴奏或風琴演奏手。1871年與莱昂蒂娜（Léontine Estelle Denain）結婚。
德利布最著名的作品都是和舞台劇有關，他先後共完成了超過20齣的歌劇和輕歌劇和三齣芭蕾舞剧，他亦有創作藝術歌曲等作品，但室內樂、非標題純管絃樂作品則近乎欠奉。當中以芭蕾舞剧《葛蓓莉亞》和《希爾薇婭》，歌劇《拉克美》（Lakmé）為他的代表作，而拉克美中的歌曲Flower duet隨著20世紀後期英國航空的廣告歌而廣為人知。